# Arbeitsethik

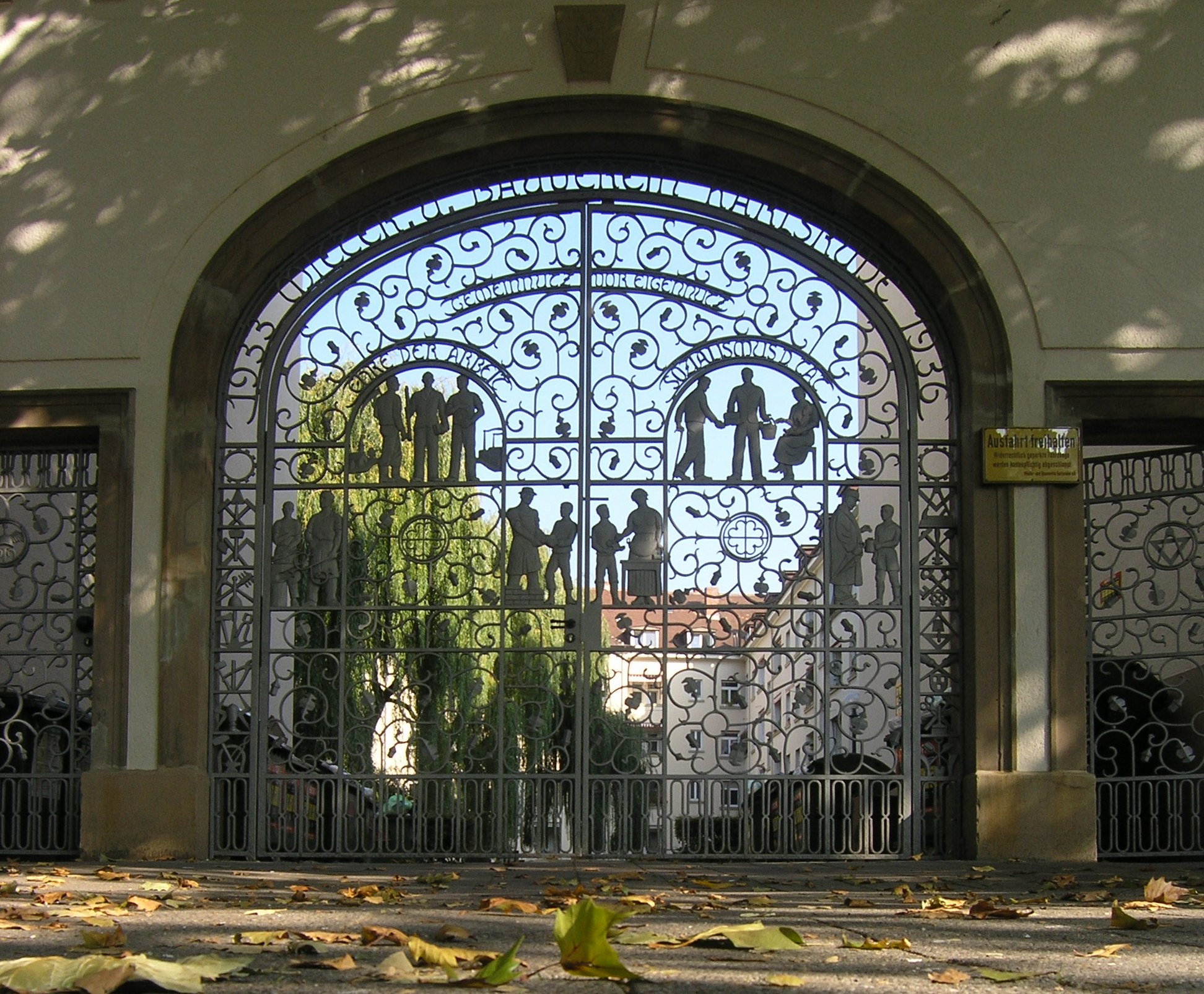
Darstellung der Arbeitsethik, 1936

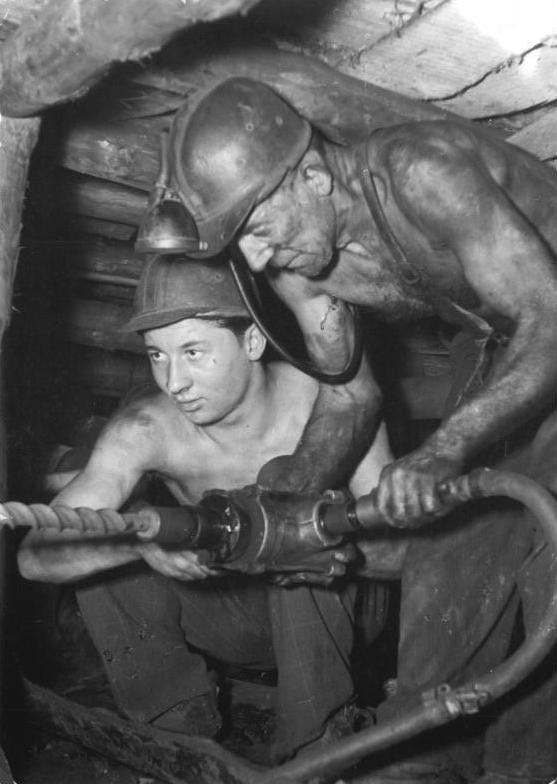
Bergarbeiter, 1952

Als Arbeitsethik bezeichnet man das moralische Verhalten und die Einstellung des Menschen zur Arbeit.
Arbeitsethos (siehe Ethos) meint die positive Sichtweise Werktätiger auf ihren Beruf und die sorgfältige Ausübung und Wertschätzung der Berufstätigkeit. Im Unterschied hierzu beschäftigt sich die Berufsethik mit konkreten ethischen Normen, Regeln und Kriterien für die angemessene Ausübung des Berufes (z. B. im Bereich der Medizin, Feuerwehr, Rettungsdienst und Polizei).

## Antike und Mittelalter
Sowohl die Antike als auch das Mittelalter verfügten über ein grundlegend anderes Verhältnis gegenüber der Arbeit. Bei den Griechen der Antike war körperliche Arbeit verpönt und das hochgeschätzte Philosophieren setzte Muße voraus. Die einzige Philosophie der Antike, in der die Arbeit gepriesen wurde, war der Stoizismus.
Im Mittelalter wurde Arbeit bis zur Reformation als Mühsal, teilweise auch als Strafe aufgefasst; Augustinus betont beispielsweise, im Paradies „sei lobenswerte Arbeit nicht mühselig“ gewesen (Predigten zum Buch Genesis, 2.11), während die Strafe in der Hölle in ewiger Arbeit bestünde.

## Protestantische Arbeitsethik
Die protestantische Arbeitsethik ist gekennzeichnet durch die Vorstellung von Arbeit als Pflicht, die man nicht in Frage stellen darf. Die Arbeit bildet den Mittelpunkt des Lebens, um den herum Freizeit gestaltet wird. Diametral zur vorreformatorischen Auffassung erklärte der reformierte Geistliche Johann Kaspar Lavater im 18. Jahrhundert, „[selbst im Himmel] können wir ohne eine Beschäftigung nicht gesegnet sein“ (Aussichten in die Ewigkeit, 1773).
Pekka Himanen fasst die Grundzüge der protestantische Arbeitsethik folgendermaßen zusammen: „Arbeit muss als gottgewollter Lebenszweck betrachtet werden, sie muss so gut wie möglich verrichtet werden und Arbeit muss als Pflicht gelten, die man erledigt, weil sie erledigt werden muss“ (Himanen 2001, S. 27).
Max Weber führt die Entstehung dieser Auffassung auf den im 16. Jahrhundert auftauchenden Kapitalismus zurück:
„Jener eigentümliche, uns heute so geläufige und in Wahrheit doch so wenig selbstverständliche Gedanke der Berufspflicht, einer Verpflichtung, die der einzelne empfinden soll und empfindet gegenüber dem Inhalt seiner ‚beruflichen‘ Tätigkeit, gleichviel worin sie besteht, gleichviel insbesondere ob sie dem unbefangenen Empfinden als reine Verwertung seiner Arbeitskraft oder gar nur seines Sachgüterbesitzes (als ‚Kapital‘) erscheinen muss – dieser Gedanke ist es, welcher der ‚Sozialethik‘ der kapitalistischen Kultur charakteristisch ist […] Die Fähigkeit der Konzentration der Gedanken sowohl als die absolut zentrale Fähigkeit, sich der Arbeit gegenüber verpflichtet zu fühlen, finden sich hier besonders oft vereinigt mit strenger Wirtschaftlichkeit, die mit dem Verdienst und seiner Höhe überhaupt rechnet und mit einer nüchternen Selbstbeherrschung und Mäßigkeit, welche die Leistungsfähigkeit ungemein steigert. Der Boden für jene Auffassung der Arbeit als Selbstzweck, als Beruf, wie sie der Kapitalismus fordert, ist hier am günstigsten.“ (Die protestantische Ethik und der „Geist“ des Kapitalismus, 1904/05)
Noch präziser charakterisiert der puritanische Moraltheologe Richard Baxter:
„Um des Handelns willen erhält uns Gott und unsere Aktivitäten; Arbeit ist sowohl die Moral als auch der natürliche Zwecke der Macht. Zu sagen ‚ich werde beten und meditieren [anstatt zu arbeiten]‘, ist als ob ein Diener die schwerste Arbeit verweigern und sich selbst einer geringeren, leichteren Arbeit widmen würde“ (Christian Dictionary).

## Katholische Berufs- und Arbeitsethik
In der modernen katholischen Berufs- und Arbeitsethik wird der Begriff der Berufung (durch Gott) auf den Beruf (der Laien) erstreckt. Die Beschränkung dieser Berufung auf den Erwerbsberuf ist dem katholischen Verständnis fremd. Der Berufserfolg wird auch nicht wie im Calvinismus als Erwählungszeichen angesehen. Einer Absolutsetzung wird die Sonntagsruhe und die Muße entgegengesetzt. Der Beruf betrifft den Menschen als Person. Daraus resultiert der Vorrang der „Arbeit vor dem Kapital“ (Laborem exercens). Der Beruf wird als „fundamentale Form personaler Selbstverwirklichung“ gesehen, zugleich als ein „Dienst“ an die Mitmenschen. Die Berufswelt muss entsprechend gestaltet werden. Theologisch wird der Beruf als „Mitschöpfung“ des Menschen im Rahmen der creatio continua Gottes, als Dienst an den Nächsten, als Sorge um das Kommen des Reiches Gottes und in seinen Schwierigkeiten als Möglichkeit der „Miterlösung“ durch Sühne und Buße gesehen.

## Destruktive Ethik
Wenn Angestellte sich in einem Unternehmen nicht wohlfühlen, neigen sie häufig zu der Minimalethik „gut ist, was mich meinen Job behalten lässt, und die geringste Anstrengung kostet“. Die französische Politologin Corinne Maier beschreibt dies in „Die Entdeckung der Faulheit – Von der Kunst, bei der Arbeit möglichst wenig zu tun“ (s. u.).
→ Siehe auch: Innere Kündigung

## Berufsgruppen
Insbesondere in soziologischen Arbeiten wird die Bedeutung der Berufsgruppenethik untersucht. Eine der ersten Arbeiten in diesem Bereich ist Emile Durkheims Physik der Sitten und des Rechts. Durkheim schlussfolgert: um eine ethisch-integrierte demokratische Gesellschaft realisieren zu können, ist eine an befreienden Normen orientierte Integration von Individuen auch in der Arbeitswelt notwendig. Für die französische Gesellschaft des 19. Jahrhunderts konstatierte Durkheim, dass das Fehlen dieser normativen Regulierungskontexte in vielen Berufsgruppen problematisch für die gesamte Gesellschaft sei.

### Polizei
In der Ausbildung von Polizisten ist die Ausrichtung an einer demokratischen Berufsethik von großer Wichtigkeit; insbesondere um gesellschaftlich problematische Phänomene wie Korruption und Amtsdelikte zu verhindern. Die Vereinbarungen zur Erteilung des Berufsethischen Unterrichts durch Vertreter der Polizeiseelsorge hat in der Bundesrepublik Deutschland lange Tradition (Erlass des Innenministers NRW von 1962). In Europa gibt es zum Zweck der Ausbildung demokratietauglicher Polizisten seit 2001 den „Europäischen Kodex zur Polizeiethik“. Hierbei handelt es sich um eine Empfehlung des Europarats, der Grundwerte der Polizeiarbeit formuliert und empfiehlt, Ausbildung und Arbeit an diesem Kodex auszurichten. In Deutschland ist zudem die Orientierung am Grundgesetz für die Berufsethik konstitutiv.

### Allgemeines
- Friedhelm Guttandin: Einführung in die „Protestantische Ethik“ Max Webers. VS Verlag für Sozialwissenschaften 1998, ISBN 3-531-12969-4.
- Émile Durkheim: Physik der Sitten und des Rechts. Vorlesungen zur Soziologie der Moral. Suhrkamp, Frankfurt am Main 1998, ISBN 3-518-29000-2.
- Pekka Himnanen: Die Hacker-Ethik und der Geist des Informations-Zeitalters. Riemann, München 2001, ISBN 3-570-50020-9.
- Hartmut Lehmann: Max Webers „Protestantische Ethik“. Vandenhoeck & Ruprecht, Göttingen 1996, ISBN 3-525-33575-X.
- Max Weber: Die protestantische Ethik und der Geist des Kapitalismus. In: Archiv für Sozialwissenschaft und Sozialpolitik, Bände 20–21 (1904–1905) sowie in: Gesammelte Aufsätze zur Religionssoziologie 1920.
- Max Weber: Die protestantische Ethik und der Geist des Kapitalismus. Vollständige Ausgabe. Hrsg. von Dirk Kaesler. 2. Aufl. C.H.Beck München 2006, ISBN 3-406-51133-3.
- Torsten Meireis: Tätigkeit und Erfüllung. Protestantische Ethik im Umbruch der Arbeitsgesellschaft. Tübingen 2008.
- Corinne Maier: Die Entdeckung der Faulheit. Von der Kunst, bei der Arbeit möglichst wenig zu tun. Goldmann, München 2004. ISBN 3-442-30113-0.
- Kurt Guth/Marcus Mery: Die Bewerbung zur Ausbildung bei Polizei, Feuerwehr, Zoll und Bundeswehr. Verlag Ausbildungspark, Offenbach/Main 2011, ISBN 978-3-941356-29-0
- Wolfgang Thierse und Heiner Ludwig (Hg.): Arbeit ist keine Ware: Über wirtschaftliche Krisen, normative Orientierung und politische Praxis, Freiburg, Br. 2009, ISBN 978-3-451-30290-9.

### Bibelwissenschaftliches
- Herbert Preisker, Das Ethos der Arbeit im Neuen Testament, Gnadenfrei 1936.
- Josef Pichler: Arbeit und Arbeitsethos im Neuen Testament. Positionen und Entwicklungen. In: SNTU 29 (2004), S. 5–21.
- Jean-Claude Loba-Mkole: Ethics of Prayer and Work in 1 and 2 Thessalonians. In: HTS 69.1 (2013), S. 1–8, doi:10.4102/hts.v69i1.2056.
- Christian Münch: Von der eigenen Hände Arbeit leben. Arbeitsethos in der paulinischen Tradition. In: Thomas Söding, Peter Wick (Hrsg.): Würde und Last der Arbeit. Beiträge zur neutestamentlichen Sozialethik (BWANT 209), Stuttgart 2016, S. 237–251.